# Montgomery City (Misuri)
Montgomery City es una ciudad ubicada en el condado de Montgomery en el estado estadounidense de Misuri. En el censo de 2010, tenía una población de 2834 habitantes y una densidad poblacional de 342,58 personas por km².

## Geografía
Montgomery City se encuentra ubicada en las coordenadas 38°58′30″N 91°30′13″O / 38.97500, -91.50361. Según la Oficina del Censo de los Estados Unidos, tiene una superficie total de 8,27 km², de la cual 8,2 km² corresponden a tierra firme y 0,08 km² (0,91%) es agua.

## Demografía
Según el censo de 2010, 2834 personas residían en Montgomery City. La densidad de población era de 342,58 hab./km². De los 2834 habitantes, Montgomery City estaba compuesto por el 92,63% blancos, el 3,56% eran afroamericanos, el 0,25% eran amerindios, el 0,14% eran asiáticos, el 0% eran isleños del Pacífico, el 1,94% eran de otras razas y el 1,48% pertenecían a dos o más razas. Del total de la población el 2,61% eran hispanos o latinos de cualquier raza.